# Gran Premi d'Àustria de motociclisme
|  | Aquest article tracta sobre velocitat. Si cerqueu informació sobre motocròs, vegeu «Gran Premi d'Àustria de Motocròs». |

El Gran Premi d'Àustria de motociclisme és un esdeveniment esportiu que es disputa anualment al Red Bull Ring (fins al 1994 es feia a Salzburgring), dins del calendari del Campionat del món de motociclisme. Després d'un període de 18 anys sense celebrar-se, aquest Gran Premi tornà a formar part del calendari del mundial d'ençà de la temporada de 2016.
A 25 d'abril de 2025

## Noms oficials i patrocinadors
- 1971, 1986–1991: Großer Preis von Österreich (sense patrocinador oficial)[1]
- 1972: Grosser Preis von Österreich (sense patrocinador oficial)[2]
- 1973–1977: Austrian Grand Prix/Grosser Preis von Österreich (sense patrocinador oficial)[3]
- 1978–1979, 1981–1985: Austrian Grand Prix/Großer Preis von Österreich (sense patrocinador oficial)[4]
- 1993: Austrian Grand Prix (sense patrocinador oficial)[5]
- 1994: Grand Prix Austria (sense patrocinador oficial)[6]
- 1996: HB Motorrad Grand Prix Austria[7]
- 1997, 2024: Motorrad Grand Prix von Österreich (sense patrocinador oficial)[8]
- 2016–2017: NeroGiardini Motorrad Grand Prix von Österreich[9]
- 2018: Eyetime Motorrad Grand Prix von Österreich
- 2019–2020: myWorld Motorrad Grand Prix von Österreich
- 2021: Bitci Motorrad Grand Prix von Österreich[10]
- 2022–2023: CryptoData Motorrad Grand Prix von Österreich[11]

## Circuits emprats antigament

Salzburgring, emprat de 1971 a 1994.
El traçat de Gran Premi de l'A1/Red Bull Ring, emprat el 1996–1997 i 2016–2021.

## Guanyadors múltiples

### Pilots
| # Victòries | Pilot             | Victòries | Victòries                          |
| # Victòries | Pilot             | Categoria | Anys                               |
| ----------- | ----------------- | --------- | ---------------------------------- |
| 6           | Giacomo Agostini  | 500cc     | 1971, 1972, 1974                   |
| 6           | Giacomo Agostini  | 350cc     | 1971, 1972, 1974                   |
| 6           | Ángel Nieto       | 125cc     | 1971, 1972, 1979, 1981, 1982, 1983 |
| 4           | Jorge Martínez    | 125cc     | 1988, 1990                         |
| 4           | Jorge Martínez    | 80cc      | 1986, 1987                         |
| 4           | Francesco Bagnaia | MotoGP    | 2022, 2023, 2024                   |
| 4           | Francesco Bagnaia | Moto2     | 2018                               |
| 3           | Kenny Roberts     | 500cc     | 1978, 1979, 1983                   |
| 3           | Eddie Lawson      | 500cc     | 1984, 1986, 1988                   |
| 3           | Fausto Gresini    | 125cc     | 1985, 1987, 1991                   |
| 3           | Kevin Schwantz    | 500cc     | 1989, 1990, 1993                   |
| 3           | Mick Doohan       | 500cc     | 1991, 1994, 1997                   |
| 3           | Andrea Dovizioso  | MotoGP    | 2017, 2019, 2020                   |
| 2           | Jarno Saarinen    | 500cc     | 1973                               |
| 2           | Jarno Saarinen    | 250cc     | 1973                               |
| 2           | Kent Andersson    | 125cc     | 1973, 1974                         |
| 2           | Hideo Kanaya      | 500cc     | 1975                               |
| 2           | Hideo Kanaya      | 350cc     | 1975                               |
| 2           | Eugenio Lazzarini | 125cc     | 1977, 1978                         |
| 2           | Kork Ballington   | 350cc     | 1978, 1979                         |
| 2           | Freddie Spencer   | 500cc     | 1985                               |
| 2           | Freddie Spencer   | 250cc     | 1985                               |
| 2           | Luca Cadalora     | 250cc     | 1990                               |
| 2           | Luca Cadalora     | 125cc     | 1986                               |
| 2           | Joan Mir          | Moto3     | 2016, 2017                         |
| 2           | Brad Binder       | MotoGP    | 2021                               |
| 2           | Brad Binder       | Moto2     | 2019                               |
| 2           | Mattia Casadei    | MotoE     | 2023 Cursa 1, 2023 Cursa 2         |
| 2           | Celestino Vietti  | Moto2     | 2023, 2024                         |

### Constructors
| # Victòries | Constructor | Victòries | Victòries                                              |
| # Victòries | Constructor | Categoria | Anys                                                   |
| ----------- | ----------- | --------- | ------------------------------------------------------ |
| 24          | Honda       | 500cc     | 1985, 1986, 1987, 1991, 1994, 1996, 1997               |
| 24          | Honda       | 250cc     | 1985, 1987, 1988, 1989, 1991, 1993, 1994, 1996, 1997   |
| 24          | Honda       | Moto3     | 2017, 2019                                             |
| 24          | Honda       | 125cc     | 1989, 1991, 1993, 1994, 1996, 1997                     |
| 19          | Yamaha      | 500cc     | 1973, 1974, 1975, 1978, 1979, 1983, 1984, 1988         |
| 19          | Yamaha      | 350cc     | 1973, 1974, 1975, 1976, 1981                           |
| 19          | Yamaha      | 250cc     | 1973, 1984, 1986, 1990                                 |
| 19          | Yamaha      | 125cc     | 1973, 1974                                             |
| 12          | Ducati      | MotoGP    | 2016, 2017, 2018, 2019, 2020, 2022, 2023, 2024         |
| 12          | Ducati      | MotoE     | 2023 Cursa 1, 2023 Cursa 2, 2024 Cursa 1, 2024 Cursa 2 |
| 8           | Kalex       | Moto2     | 2016, 2017, 2018, 2020, 2021, 2022, 2023, 2024         |
| 7           | Derbi       | 250cc     | 1972                                                   |
| 7           | Derbi       | 125cc     | 1971, 1972, 1988, 1990                                 |
| 7           | Derbi       | 80cc      | 1986, 1987                                             |
| 7           | Suzuki      | 500cc     | 1976, 1977, 1981, 1982, 1989, 1990, 1993               |
| 6           | KTM         | MotoGP    | 2021                                                   |
| 6           | KTM         | Moto2     | 2019                                                   |
| 6           | KTM         | Moto3     | 2016, 2018, 2020, 2023                                 |
| 5           | Garelli     | 125cc     | 1982, 1983, 1985, 1986, 1987                           |
| 4           | MV Agusta   | 500cc     | 1971, 1972                                             |
| 4           | MV Agusta   | 350cc     | 1971, 1972                                             |
| 4           | Morbidelli  | 125cc     | 1975, 1976, 1977, 1978                                 |
| 2           | Kawasaki    | 350cc     | 1978, 1979                                             |
| 2           | Minarelli   | 125cc     | 1979, 1981                                             |

## Guanyadors per any

### De 2016 a l'actualitat
| Any  | Circuit  | MotoE                  | MotoE                  | MotoE          | MotoE    | Moto3         | Moto3     | Moto2            | Moto2 | MotoGP            | MotoGP | Detalls |
| Any  | Circuit  | Cursa 1                | Cursa 1                | Cursa 2        | Cursa 2  | Moto3         | Moto3     | Moto2            | Moto2 | MotoGP            | MotoGP | Detalls |
| Any  | Circuit  | Pilot                  | Moto                   | Pilot          | Moto     | Pilot         | Moto      | Pilot            | Moto  | Pilot             | Moto   | Detalls |
| ---- | -------- | ---------------------- | ---------------------- | -------------- | -------- | ------------- | --------- | ---------------- | ----- | ----------------- | ------ | ------- |
| 2024 | Red Bull | Óscar Gutiérrez        | Ducati                 | Héctor Garzó   | Ducati   | David Alonso  | CFMoto    | Celestino Vietti | Kalex | Francesco Bagnaia | Ducati | Report  |
| 2023 | Red Bull | Mattia Casadei         | Ducati                 | Mattia Casadei | Ducati   | Deniz Öncü    | KTM       | Celestino Vietti | Kalex | Francesco Bagnaia | Ducati | Detalls |
| 2022 | Red Bull | Eric Granado           | Energica               | Eric Granado   | Energica | Ayumu Sasaki  | Husqvarna | Ai Ogura         | Kalex | Francesco Bagnaia | Ducati | Detalls |
| 2021 | Red Bull | Lukas Tulovic          | Energica               | -              | -        | Sergio García | Gas Gas   | Raúl Fernández   | Kalex | Brad Binder       | KTM    | Detalls |
| 2020 | Red Bull | Cancel·lada (COVID-19) | Cancel·lada (COVID-19) | -              | -        | Albert Arenas | KTM       | Jorge Martín     | Kalex | Andrea Dovizioso  | Ducati | Detalls |
| 2019 | Red Bull | Mike Di Meglio         | Energica               | -              | -        | Romano Fenati | Honda     | Brad Binder      | KTM   | Andrea Dovizioso  | Ducati | Detalls |

| Any  | Circuit  | Moto3           | Moto3 | Moto2             | Moto2 | MotoGP           | MotoGP | Detalls |
| Any  | Circuit  | Pilot           | Moto  | Pilot             | Moto  | Pilot            | Moto   | Detalls |
| ---- | -------- | --------------- | ----- | ----------------- | ----- | ---------------- | ------ | ------- |
| 2018 | Red Bull | Marco Bezzecchi | KTM   | Francesco Bagnaia | Kalex | Jorge Lorenzo    | Ducati | Detalls |
| 2017 | Red Bull | Joan Mir        | Honda | Franco Morbidelli | Kalex | Andrea Dovizioso | Ducati | Detalls |
| 2016 | Red Bull | Joan Mir        | KTM   | Johann Zarco      | Kalex | Andrea Iannone   | Ducati | Detalls |

### De 1971 a 1997
| Any  | Circuit  | 125 cc            | 125 cc | 250 cc          | 250 cc | 500 cc         | 500 cc | Detalls |
| Any  | Circuit  | Pilot             | Moto   | Pilot           | Moto   | Pilot          | Moto   | Detalls |
| ---- | -------- | ----------------- | ------ | --------------- | ------ | -------------- | ------ | ------- |
| 1997 | A1       | Noboru Ueda       | Honda  | Olivier Jacque  | Honda  | Mick Doohan    | Honda  | Detalls |
| 1996 | A1       | Ivan Goi          | Honda  | Ralf Waldmann   | Honda  | Àlex Crivillé  | Honda  | Detalls |
| 1994 | Salzburg | Dirk Raudies      | Honda  | Loris Capirossi | Honda  | Mick Doohan    | Honda  | Detalls |
| 1993 | Salzburg | Takeshi Tsujimura | Honda  | Doriano Romboni | Honda  | Kevin Schwantz | Suzuki | Detalls |
| 1991 | Salzburg | Fausto Gresini    | Honda  | Helmut Bradl    | Honda  | Mick Doohan    | Honda  | Detalls |
| 1990 | Salzburg | Jorge Martínez    | Derbi  | Luca Cadalora   | Yamaha | Kevin Schwantz | Suzuki | Detalls |
| 1989 | Salzburg | Hans Spaan        | Honda  | Sito Pons       | Honda  | Kevin Schwantz | Suzuki | Detalls |
| 1988 | Salzburg | Jorge Martínez    | Derbi  | Jacques Cornu   | Honda  | Eddie Lawson   | Yamaha | Detalls |

| Any  | Circuit  | 80 cc             | 80 cc   | 125 cc         | 125 cc  | 250 cc           | 250 cc     | 500 cc          | 500 cc | Detalls |
| Any  | Circuit  | Pilot             | Moto    | Pilot          | Moto    | Pilot            | Moto       | Pilot           | Moto   | Detalls |
| ---- | -------- | ----------------- | ------- | -------------- | ------- | ---------------- | ---------- | --------------- | ------ | ------- |
| 1987 | Salzburg | Jorge Martínez    | Derbi   | Fausto Gresini | Garelli | Anton Mang       | Honda      | Wayne Gardner   | Honda  | Detalls |
| 1986 | Salzburg | Jorge Martínez    | Derbi   | Luca Cadalora  | Garelli | Carlos Lavado    | Yamaha     | Eddie Lawson    | Honda  | Detalls |
| 1985 | Salzburg |                   |         | Fausto Gresini | Garelli | Freddie Spencer  | Honda      | Freddie Spencer | Honda  | Detalls |
| 1984 | Salzburg | Stefan Dörflinger | Zündapp |                |         | Christian Sarron | Yamaha     | Eddie Lawson    | Yamaha | Detalls |
|      |          | 50 cc             | 50 cc   | 125 cc         | 125 cc  | 250 cc           | 250 cc     | 500 cc          | 500 cc |         |
| 1983 | Salzburg |                   |         | Ángel Nieto    | Garelli | Manfred Herweh   | Real-Rotax | Kenny Roberts   | Yamaha | Detalls |

| Any  | Circuit  | 125 cc             | 125 cc     | 350 cc            | 350 cc            | 500 cc           | 500 cc | Detalls |
| Any  | Circuit  | Pilot              | Moto       | Pilot             | Moto              | Pilot            | Moto   | Detalls |
| ---- | -------- | ------------------ | ---------- | ----------------- | ----------------- | ---------------- | ------ | ------- |
| 1982 | Salzburg | Ángel Nieto        | Garelli    | Eric Saul         | Chevallier-Yamaha | Franco Uncini    | Suzuki | Detalls |
| 1981 | Salzburg | Angel Nieto        | Minarelli  | Patrick Fernandez | Yamaha            | Randy Mamola     | Suzuki | Detalls |
| 1979 | Salzburg | Angel Nieto        | Minarelli  | Kork Ballington   | Kawasaki          | Kenny Roberts    | Yamaha | Detalls |
| 1978 | Salzburg | Eugenio Lazzarini  | Morbidelli | Kork Ballington   | Kawasaki          | Kenny Roberts    | Yamaha | Detalls |
| 1977 | Salzburg | Eugenio Lazzarini  | Morbidelli | Cursa cancel·lada | Cursa cancel·lada | Jack Findlay     | Suzuki | Detalls |
| 1976 | Salzburg | Pier Paolo Bianchi | Morbidelli | Johnny Cecotto    | Yamaha            | Barry Sheene     | Suzuki | Detalls |
| 1975 | Salzburg | Paolo Pileri       | Morbidelli | Hideo Kanaya      | Yamaha            | Hideo Kanaya     | Yamaha | Detalls |
| 1974 | Salzburg | Kent Andersson     | Yamaha     | Giacomo Agostini  | Yamaha            | Giacomo Agostini | Yamaha | Detalls |

| Any  | Circuit  | 125 cc         | 125 cc | 250 cc         | 250 cc | 350 cc           | 350 cc    | 500 cc           | 500 cc    | Detalls |
| Any  | Circuit  | Pilot          | Moto   | Pilot          | Moto   | Pilot            | Moto      | Pilot            | Moto      | Detalls |
| ---- | -------- | -------------- | ------ | -------------- | ------ | ---------------- | --------- | ---------------- | --------- | ------- |
| 1973 | Salzburg | Kent Andersson | Yamaha | Jarno Saarinen | Yamaha | János Drapál     | Yamaha    | Jarno Saarinen   | Yamaha    | Detalls |
| 1972 | Salzburg | Angel Nieto    | Derbi  | Börje Jansson  | Derbi  | Giacomo Agostini | MV Agusta | Giacomo Agostini | MV Agusta | Detalls |

| Any  | Circuit  | 50 cc        | 50 cc    | 125 cc      | 125 cc | 250 cc           | 250 cc | 350 cc           | 350 cc    | 500 cc           | 500 cc    | Detalls |
| Any  | Circuit  | Pilot        | Moto     | Pilot       | Moto   | Pilot            | Moto   | Pilot            | Moto      | Pilot            | Moto      | Detalls |
| ---- | -------- | ------------ | -------- | ----------- | ------ | ---------------- | ------ | ---------------- | --------- | ---------------- | --------- | ------- |
| 1971 | Salzburg | Jan de Vries | Kreidler | Angel Nieto | Derbi  | Silvio Grassetti | MZ     | Giacomo Agostini | MV Agusta | Giacomo Agostini | MV Agusta | Detalls |

Notes
1. ↑  La cursa de 350cc de 1977 fou cancel·lada després de l'accident mortal de Hans Stadelmann.[12]